# Капелинья (микрорегион)
Капелинья (порт. Microrregião de Capelinha) — микрорегион в Бразилии, входит в штат Минас-Жерайс. Составная часть мезорегиона Жекитиньонья. Население составляет 197 507 человек (на 2010 год). Площадь — 12 008,026 км². Плотность населения — 	16,45 чел./км².

## Демография
Согласно сведениям, собранным в ходе переписи 2010 г. Национальным институтом географии и статистики (IBGE), население микрорегиона составляет:
| Полное население                             | Полное население                             | Полное население                             | Полное население                             | 197 507 |
| -------------------------------------------- | -------------------------------------------- | -------------------------------------------- | -------------------------------------------- | ------- |
| в том числе:                                 | Городское население                          | 107 044                                      | Процент городского населения, %              | 54,20   |
|                                              | Сельское население                           | 90 463                                       | Процент сельского населения, %               | 45,80   |
|                                              | Мужское население                            | 99 182                                       | Процент мужского населения, %                | 50,22   |
|                                              | Женское население                            | 98 325                                       | Процент женского населения, %                | 49,78   |
| Плотность населения, чел/км²                 | Плотность населения, чел/км²                 | Плотность населения, чел/км²                 | Плотность населения, чел/км²                 | 16,45   |
| Население микрорегиона в % к населению штата | Население микрорегиона в % к населению штата | Население микрорегиона в % к населению штата | Население микрорегиона в % к населению штата | 1,01    |

## Статистика
- Валовой внутренний продукт на 2003 год составляет 565 621 153,00 реалов (данные: Бразильский институт географии и статистики).
- Валовой внутренний продукт на душу населения на 2003 год составляет 2933,19 реалов (данные: Бразильский институт географии и статистики).
- Индекс развития человеческого потенциала на 2000 год составляет 0,660 (данные: Программа развития ООН).

## Состав микрорегиона
В составе микрорегиона включены следующие муниципалитеты:
1. Анжеландия
2. Арикандува
3. Берилу
4. Капелинья
5. Карбонита
6. Шапада-ду-Норти
7. Франсиску-Бадаро
8. Итамарандиба
9. Женипапу-ди-Минас
10. Жозе-Гонсалвис-ди-Минас
11. Леми-ду-Праду
12. Минас-Новас
13. Турмалина
14. Верединья